# Утарид

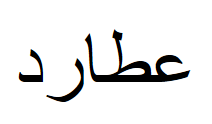
Утарид

Утарид (араб. عطارد‎ — «Меркурий») — редкое арабское имя, встречается в рассказах о современниках пророка Мухаммеда. В современном языке используется как астрономический термин. По написанию наиболее близко к имени Аттар.
- Утарид ибн Хаджиб — представитель племени Бану Тамим, упоминается в хадисе о ниспослании суры аль-Худжурат.